# Tamim Al-Barghouti
Tamim Al-Barghouti (Il Cairo, 13 giugno 1977) è un poeta palestinese e professore di scienze politiche.
Viene dal villaggio di Deir Ghassaneh.Ha conseguito un dottorato di ricerca in scienze politiche presso la Boston University nel 2004. È cresciuto in una famiglia interessata alla letteratura araba. Suo padre è il poeta palestinese Murid al-Barghouti e sua madre è la scrittrice egiziana Radwa Ashour.